# Cessna AT-17 Bobcat
Cessna AT-17 Bobcat là một loại máy bay huấn luyện nâng cao của Hoa Kỳ, do hãng Cessna thiết kế chế tạo, được sử dụng rộng rãi trong Chiến tranh thế giới II.

## Biến thể

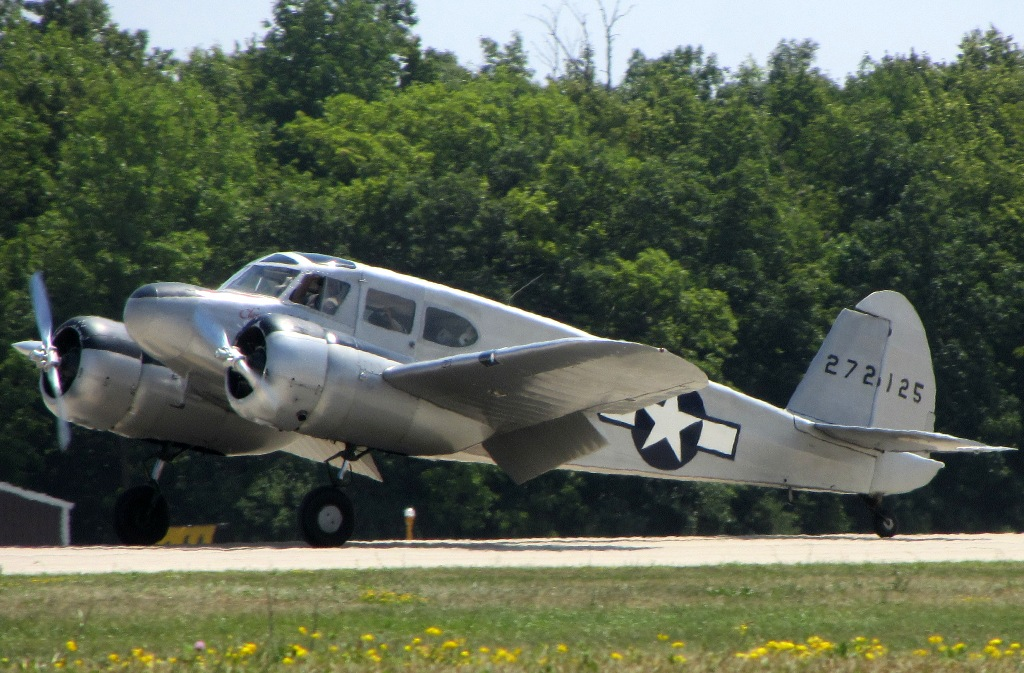
Cessna UC-78C

T-50
AT-8
AT-17
AT-17A
AT-17B
AT-17C
AT-17D
AT-17E
AT-17F
AT-17G
C-78
UC-78
UC-78A
UC-78B
UC-78C
JRC-1
Crane I
Crane 1A

## Quốc gia sử dụng
Brasil
- Không quân Brazil

 Canada
- Không quân Hoàng gia Canada
- Queen Charlotte Airlines

 Costa Rica
- Không quân Costa Rica

 Ethiopia
- Không quân Ethiopia

 Pháp
- Không quân Pháp
- Hải quân Pháp

 Guatemala
- Không quân Guatemala

 Haiti
- Không quân Haiti

 Nicaragua
- Không quân Nicaragua

 North Yemen
- Không quân Yemen

 Đài Loan
- Không quân Cộng hòa Trung Hoa

 Perú
- Không quân Peru

 Ba Lan
- LOT Polish Airlines

 Hoa Kỳ
- Quân đoàn Không quân Lục quân Hoa Kỳ/Không quân Lục quân Hoa Kỳ
- Hải quân Hoa Kỳ
- Northern Consolidated Airlines
- Wiggins Airways

## Tính năng kỹ chiến thuật (AT-17)
Đặc tính tổng quát
- Kíp lái: 5
- Chiều dài: 32 ft 9 in (9,98 m)
- Sải cánh: 41 ft 11 in (12,78 m)
- Chiều cao: 9 ft 11 in (3,02 m)
- Diện tích cánh: 295 foot vuông (27,4 m2)
- Trọng lượng rỗng: 3,500 lb (2 kg)
- Trọng lượng có tải: 5,700 lb (3 kg)
- Trọng lượng cất cánh tối đa: 6,062 lb (3 kg)
- Động cơ: 2 × Jacobs R-755-9 , 245 hp (183 kW)  mỗi chiếc

Hiệu suất bay
- Vận tốc cực đại: 169 kn; 314 km/h (195 mph)
- Vận tốc hành trình: 152 kn; 282 km/h (175 mph)
- Trần bay: 22,000 ft (6,706 m)